# 迪沃尔条约

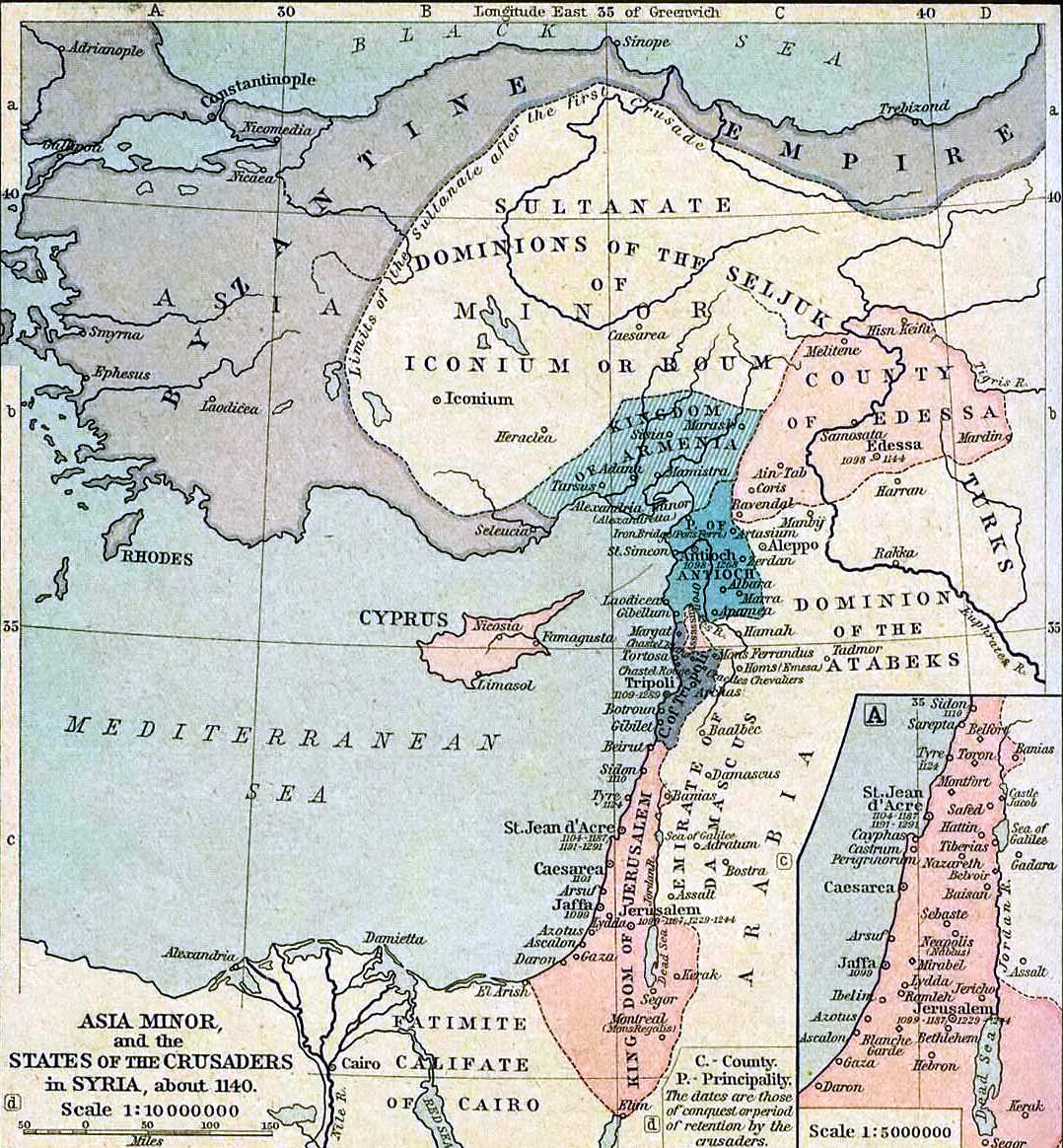
1140年小亚细亚局势图

《迪沃尔条约》（希臘語：συνθήκη της Δεαβόλεως）是安条克公国博希蒙德一世与拜占庭帝国阿莱克修斯一世于1108年十字军东征结束后所签订的条约。此条约以拜占庭帝国的堡垒迪沃尔为名，它本是用于规定安条克公国成为拜占庭帝国的附属国，但是拜占庭帝国并没有在短期内强行实施此条约。
早在十字军第一次东征时，在君士坦丁堡聚集的十字军都承诺在归来的时候把他们所征服的土地都归于拜占庭帝国。博希蒙德一世是阿莱克修斯一世的旧敌罗伯特·吉斯卡尔之子，因此他在东征结束后将安条克公国所属地域纳入他自己的统治。阿莱克修斯起初并不承认博希蒙德的合法统治权，于是博希蒙德试图在欧洲寻找帮手，并与阿莱克修斯所部展开了战争。阿莱克修斯很快就击溃了博希蒙德，迫使博希蒙德投降，并在他的驻地迪沃尔和博希蒙德签订了条约。
根据条约的规定，博希蒙德同意成为拜占庭帝国的藩属并随时在帝国需要的时候提供帮助；作为回报，他被封为安条克公爵及奥古斯都，可以把他的爵位传承给埃德萨伯爵。签订完条约后，博希蒙德撤退至阿普利亚并逝世于那里。博希蒙德的继承者，时摄政安条克公国的坦克里德不承认此条约。安條克在1137年短暂地再度纳入拜占庭帝国，不過直到1158年它才彻底臣服于帝国。

## 背景
1097年，在君士坦丁堡集结的十字军组团向东行进，阿莱克修斯令他雇佣的骑士拦住了这些军队。阿莱克修斯迫使这些军队的首领向他发誓，在他们前往耶路撒冷路上所有被征服的原属于拜占庭帝国的土地，都必须回归帝国。在获得所有十字军的誓言后，阿莱克修斯为他们提供了向导并派出军队护卫他们。然而很快十字军就被激怒了，他们本来期望从尼西亚掠夺足够的路资，却不想拜占庭所部在十字军依旧攻城的时候就开始和尼西亚谈判投降。十字军觉得他们被这个本来可以光复小亚细亚西部多个重要城市和岛屿的人-阿莱克修斯一世背叛了，于是他们放弃了拜占庭帝国的帮助继续行军。

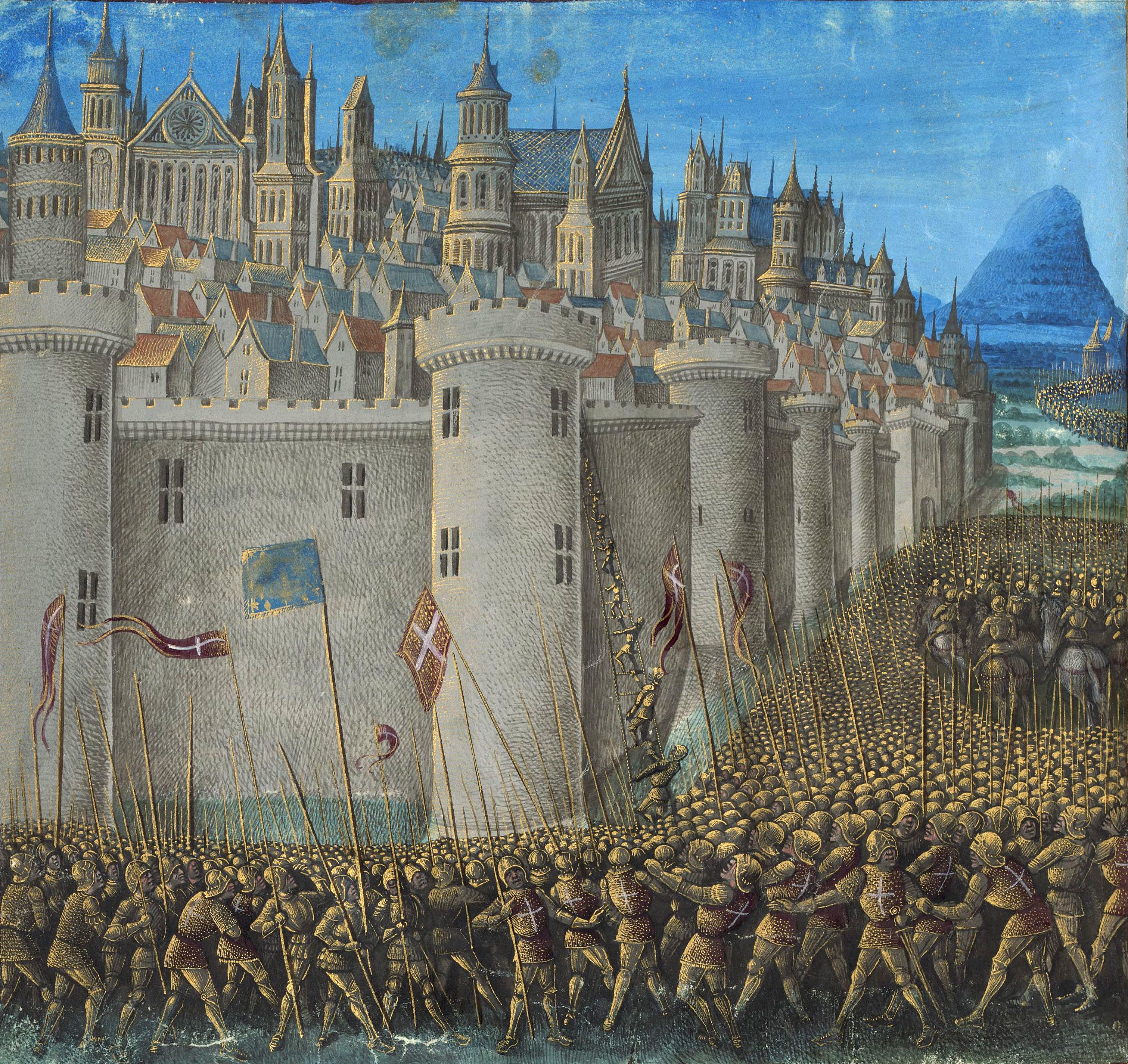
安条克攻城战

1098年，十字军在经过艰苦的攻城战后夺得了安条克城，听说了这个消息的阿莱克修斯一世率军前去与十字军会面。由于尼西亚之战而心怀不满的斯蒂芬二世在半路拦住了阿莱克修斯，斯蒂芬转告阿莱克修斯说安条克城的情势已经无法挽救，说服了阿莱克修斯回到了君士坦丁堡。在安条克攻城战中，所有人包括十字军自己预期无法成功占领此城，却不想他们最后抵挡住了安条克城最后的反击。这时阿莱克修斯的缺席使得十字军相信拜占庭帝国已经放弃了他们，导致十字军将拜占庭帝国视为无法信任的存在。这样一来，阿莱克修斯便因没有提供帮手而违反了誓言，这使得誓言对十字军也失去了效应。
至12世纪，当地已经有了多个十字军城邦，包括了由博希蒙德所建立的安条克公国。尽管之前有过誓言，博希蒙德依旧将安条克公国宣称在自己的名下。阿莱克修斯一世知道后理所当然的提出了反对，除去安条克本理应归属于拜占庭帝国外，安条克作为一个重要的周转港口，东正教的要地，使得阿莱克修斯十分眼红。另一方面，安条克相比于耶路撒冷，只有数十年的时间不在拜占庭帝国的统治之下，阿莱克修斯因此拒绝承认安条克公国的合法性，他用1097年博希蒙德所发下的誓言为由，要求博希蒙德将安条克公国归于帝国的领土，他甚至试图将博希蒙德驱逐出安条克城。
然而博希蒙德最终没有被驱逐出城，他随即就指认伯纳德·瓦伦斯为拉丁牧首，迫使希腊牧首约翰逃回君士坦丁堡，这使得他和拜占庭帝国及东正教有了更深的矛盾。不久后达尼什曼德王朝俘虏了博希蒙德，他的侄子坦克里德被城内百姓推举为摄政。三年后，博希蒙德被达尼什曼德王朝所释放，却不想卷入了1104年的哈兰之战，安条克军队被塞尔柱帝国所打败，导致了博希蒙德被迫承受来自塞尔柱和拜占庭双方的威胁。博希蒙德在巨大的压力下不得不另坦克里德继续摄政安条克，他本人则在意大利、法国等地寻求救援，最终得到了教宗巴斯加二世和他的岳父腓力一世的支持。
趁着博希蒙德没有坐镇在安条克，阿莱克修斯调遣了一支军队，试图光复安条克城和奇里乞亚的几个城市。然而在1107年博希蒙德及时回到了安条克，他率领本来为了攻打叙利亚而聚集的军队转而向阿莱克修斯宣战。博希蒙德所部穿越了亚得里亚海，开始攻击拜占庭西部边陲的底拉西乌姆。博希蒙德受到了拜占庭帝国顽强的抵抗，他无法如同他的父亲一样深入帝国领土，阿莱克修斯趁他的军队因瘟疫战斗力损失严重的时候打败了他。先是海路被威尼斯所断，巴斯加二世在最后关头又撤走了他的所有支援，博希蒙德只能被困在底拉西乌姆。

## 签署合约

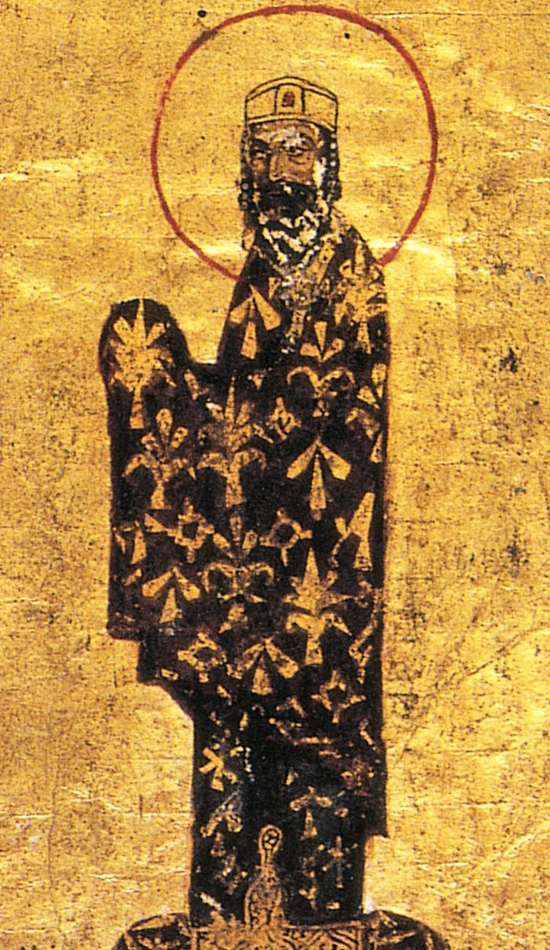
阿莱克修斯一世像

1108年9月，阿莱克修斯要求博希蒙德在他的驻扎地迪沃尔进行谈判，博希蒙德在军队被彻底击败的情况下无法反击，只能同意。尽管博希蒙德承认了他背弃他1097年所发下的誓言，但是他也在同时指控阿莱克修斯在安条克之战中的反叛。于是阿莱克修斯同意考虑誓言在现在（1108年）没有效应，他派手下大将尼基弗鲁斯·布林尼乌斯与安条克一方协商具体的条约内容，并由安娜·科穆宁娜记录。
迪沃尔条约据安娜记录如下：
- 博希蒙德同意成为拜占庭帝国皇帝（阿莱克修斯一世）及其儿子约翰二世的附属。
- 他同意在任何时间、地点，在帝国的要求下帮助帝国抵抗敌人，因此他会每年拿到200塔兰同的报酬。
- 他会被封为奥古斯都及安条克公爵。
- 他的封地将会包括安条克和阿勒颇。
- 他同意归还拉塔基亚及其他奇里乞亚地区给阿莱克修斯。
- 他同意让阿莱克修斯自君士坦丁堡大教堂的信徒中遴选出希腊牧首。

在安娜的记载中，修订条约时博希蒙德多次指出他自己的错误并称赞了阿莱克修斯的仁慈。这份条约共写成两份，分别送于阿莱克修斯和博希蒙德签字。在博希蒙德的营帐，由阿马尔菲-卡瓦德蒂雷尼主教兼教宗使节的毛鲁斯、塔兰托主教里纳德及其他几位神职人员公证了博希蒙德的签字。在阿莱克修斯的营帐，由那不勒斯的奥古斯都马里诺斯等人公证了阿莱克修斯的签字。这些目睹了阿莱克修斯签字的人大多在拜占庭帝国朝廷内有一席之地，于帝国联军内部拥有着极高的身份。后来两份条约都没有被留存下来，在多本编年史中未有详细记载，甚至根据沙特尔的富尔彻记载，阿莱克修斯只是和博希蒙德和好了。

## 分析与结果
这份条约对阿莱克修斯十分有利，为拜占庭帝国后期接纳安条克公国提供了基础。阿莱克修斯在认识到他无法将博希蒙德驱逐出安条克时，决定试图把博希蒙德插入帝国的统治体系，以此控制他为帝国的利益而奋斗。尽管这个时候博希蒙德被封的安条克公爵爵位可以由他传位给埃德萨伯爵，在此条约下，安条克公国会在博希蒙德死后归为拜占庭帝国的领土，由帝国直接统治，因此他治下的安条克公国依旧不是一个王朝。
有人认为这份条约是阿莱克修斯所率军队及相关战术的关键转折点，但是拜占庭帝国在这份条约中并未有政治性胜利。条约中博希蒙德原来占领的地区里有部分被划入帝国的直辖，还有部分新增地区是被穆斯林所占领的地区，博希蒙德只拥有名义上的统治权。尽管有人认为这样的条件使得博希蒙德处于十分弱势的地位，也有反对者称博希蒙德在条约中和阿莱克修斯的地位等同，博希蒙德甚至在获取自由的时候只多了一个名义上的君主，他在安条克公国的统治权后来也没有被拜占庭帝国影响过多。在博希蒙德死后，为了加强条约对安条克公国摄政坦克里德的约束力，阿莱克修斯主动采取外交政策，试图把安条克公国纳入拜占庭帝国的食邑制度。

## 后期发展
博希蒙德在经历这次战争后从未回到过安条克城，因此当时撰写的条约没有真正的被落实。他的侄子坦克里德，在接手安条克后也拒绝履行其条约。在坦克里德的眼里，拜占庭帝国没有理由强行占有十字军打下来的地区，安条克公国理应是他所统治的。由于十字军早先已经确定了阿莱克修斯是不可信任的存在，他们以为迪沃尔条约也是阿莱克修斯算计了博希蒙德从而可以合理拿下安条克城。所以在条约规定中的不正当统治者坦克里德继续实行他的统治，当时本应该在安条克城内选举的希腊牧首也转而在君士坦丁堡内选举，更是无法插手安条克城内的事务。

### 书籍
- Komnene, Anna. . . Medieval Sourcebook.   [2018-05-19]. （原始内容存档于2020-04-13）.
- Runciman, Steven. . Cambridge University. 1980. ISBN 0-521-23255-4.
- Fulcher of Chartres. . .   [2018-05-19]. （原始内容存档于2017-10-09）.
- Norwich, John Julius. . Penguin. 1995. ISBN 0-670-82377-5.
- William of Tyre, Historia Rerum In Partibus Transmarinis Gestarum (A History of Deeds Done Beyond the Sea)
- Magdalino, Paul. . Cambridge University Press. 2002. ISBN 0-521-52653-1.
- Jotischky, Andrew. . . Pearson Education. 2004. ISBN 0-582-41851-8.
- Richard, Jean. . . Cambridge University Press. 1999. ISBN 0-521-62566-1.
- Angold, Michael. . Rosamond McKitterick  (编). . Cambridge University Press. 2005. ISBN 0-521-41411-3.
- Lilie, Ralph-Johannes. . Khalil I. Semaan  (编). . Global Academic Publishing. 2003. ISBN 1-58684-251-X.
- Birkenmeier, John W. . . Brill Academic Publishers. 2002. ISBN 90-04-11710-5.
- Stephenson, Peter. . . Cambridge University Press. 2000. ISBN 0-521-77017-3.
- Hamilton, Bernard. . . Ashgate Publishing, Ltd. 2003. ISBN 0-7546-3696-8.
- Kazhdan, Alexander.  (PDF). Angeliki E. Laiou – Roy Parviz Mottahedeh  (编). . Washington, D.C.: Dumbarton Oaks Research Library and Collection. 2001  [2018-05-19]. ISBN 0-88402-277-3. （原始内容存档 (PDF)于2008-10-01）.
- Kolbaba, Tia M.  (PDF). Angeliki E. Laiou – Roy Parviz Mottahedeh  (编). . Washington, D.C.: Dumbarton Oaks Research Library and Collection. 2001. ISBN 0-88402-277-3. （原始内容 (PDF)存档于2010-12-02）.

### 论文
- Rowe, John G. . Bulletin of the John Rylands Library. 1966–67, 44: 165–202.
- Spinka, Matthew. . Church History (American Society of Church History). June 1939, 8 (2): 113–131. JSTOR 3160650. doi:10.2307/3160650.

### 脚注
1. 1 2  Spinka, Latin Church of the Early Crusades, 113
2. ↑  Anna Komnene, The Alexiad, X, 261
3. ↑  Runciman, The First Crusade, 98
4. ↑  Runciman, The First Crusade, 182-183
5. ↑  Runciman, The First Crusade, 183
6. ↑  Anna Komnene, The Alexiad, XI, 291
7. 1 2 3  M. Angold, The Byzantine Empire, 1025–1118, 251
8. ↑  T.M. Kolbaba, Byzantine Perceptions of Latin Religious "Errors", 126
9. ↑  Runciman, The First Crusade, 232
10. ↑  J. Norwich, Byzantium:The Decline and Fall, 46
11. ↑  J.G. Rowe, Paschal II, 181
12. ↑  J. Holifield, Tancred and Bohemond, 17
13. ↑  Anna Komnene, The Alexiad, XII, 317
14. ↑  Norwich, Byzantium: The Decline and Fall, 47
15. ↑  Norwich, Byzantium: The Decline and Fall, 48
16. ↑  M. Angold, The Byzantine Empire, 1025–1118, 251
17. ↑  S. Runciman, The First Crusade, 232
18. ↑  Anna Komnene, The Alexiad, XIII, 348–349
19. ↑  Norwich, Byzantium: The Decline and Fall, 48
20. ↑  Anna Komnene, The Alexiad, XIII, 348–358
21. ↑  Angeliki E. Laiou, Roy Parviz Mottahedeh, The Crusades from the Perspective of Byzantium and the Muslim World, 94:"The sebastos Marinos of Naples, in Anna's words a member of the family of Maistromilioi, was the first among the Byzantine signers of the treaty of 1108"
22. ↑  Anna Komnene, The Alexiad, XIII, 357–358
23. ↑  A. Kazhdan, Latins and Franks in Byzantium, 93–94
24. ↑  Fulcher of Chartres, Expedition to Jerusalem, XXXV
25. 1 2  P. Magdalino, The Empire of Manuel I Komnenos, p.31–32
26. 1 2 3  A. Jotischky, Crusading and the Crusader States, p.69
27. ↑  P. Magdalino, The Empire of Manuel I Komnenos, p.33
28. 1 2  J.W. Birkenmeier, The Development of the Komnenian Army, p.46
29. ↑  J. Richard, The Crusades, c.1071 – c.1291, p.130
30. ↑  P. Magdalino, The Empire of Manuel I Komnenos, p.32
31. ↑  S. Runciman, The First Crusade, p.232
32. ↑   P. Stephenson, Byzantium's Balkan Frontier, p.183
33. ↑  J. Norwich, Byzantium:The Decline and Fall, p.46